# Forges-les-Eaux
Forges-les-Eaux este o comună franceză, situată în departamentul Seine-Maritime, în regiunea Normandie.
A fost creată la 1 ianuarie 2016, având statutul de comună nouă, după fuziunea comunelor Forges-les-Eaux și Le Fossé.

## Geografie

### Descriere

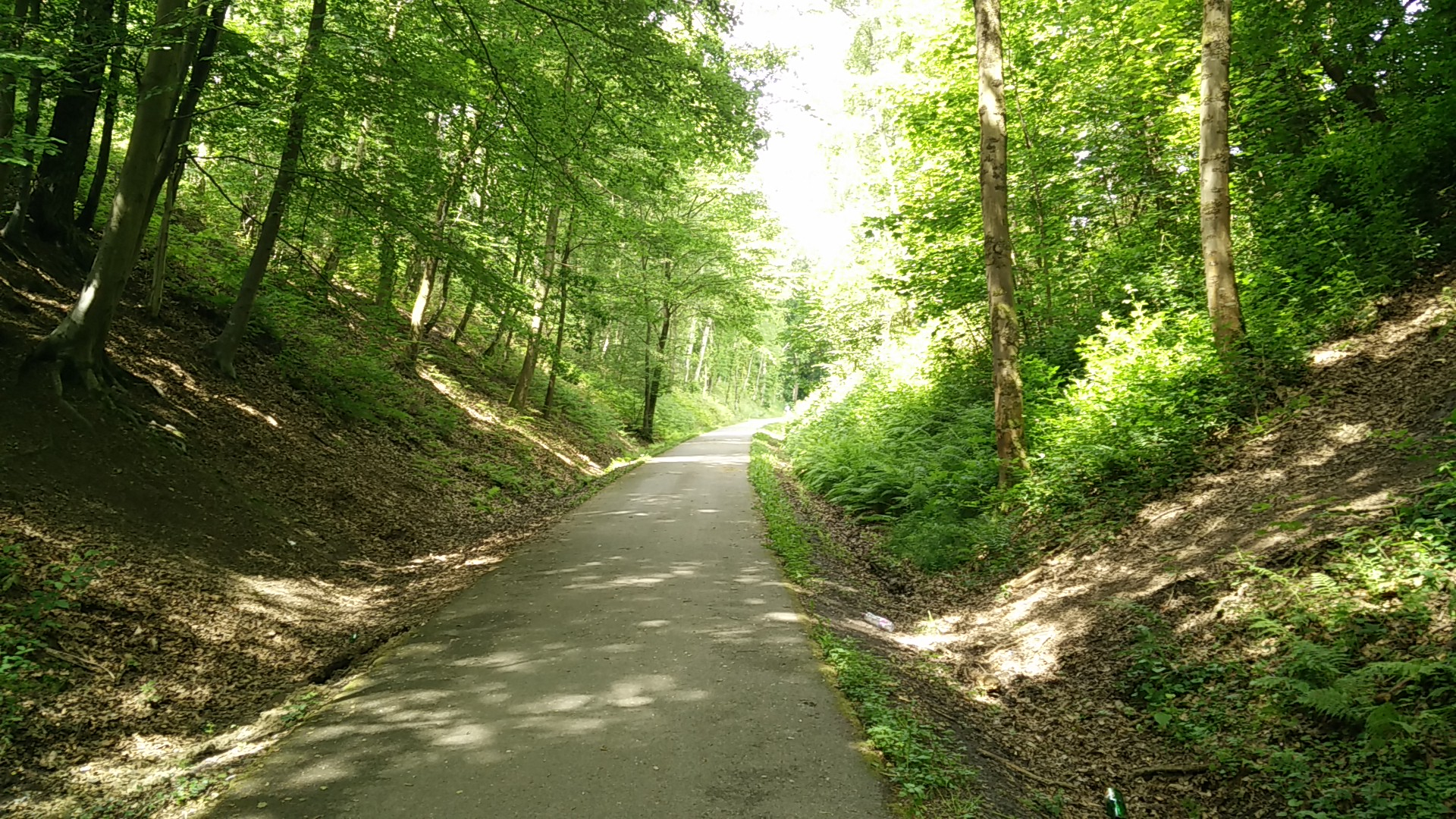
Avenue Verte din Forges-les-Eaux.

Forges-les-Eaux este un fost oraș balnear din regiunea Pays de Bray, în Normandia, situat la aproximativ 40 de kilometri nord-est de Rouen, la 45 km nord-vest de Beauvais și la aproximativ 50 de kilometri sud-vest de Canalul Mânecii, în apropiere de Dieppe.
La nord-estul orașului se află pădurea Épinay, care adăpostește câteva locuri cunoscute de localnici (în special izvorul La Chevrette, unul dintre cele patru izvoare ale orașului) și care găzduiește anual un concurs de câini de sanie.
Comuna este traversată de râul Andelle. De asemenea, găzduiește mai multe lacuri, alimentate de acest râu.
Forges-les-Eaux este clasificată printre „Cele mai frumoase ocoluri din Franța”(în franceză les plus beaux détours de France), iar vilele sale cochete și atmosfera sa balneară o transformă într-o oprire apreciată de cicliști pe traseul Avenue Verte.

### Comune limitrofe
| Serqueux             |                       | Le Thil-Riberpré                 |
| Roncherolles-en-Bray |                       | Longmesnil La Bellière           |
|                      | La Ferté-Saint-Samson | Saumont-la-Poterie Mésangueville |

### Hidrografie

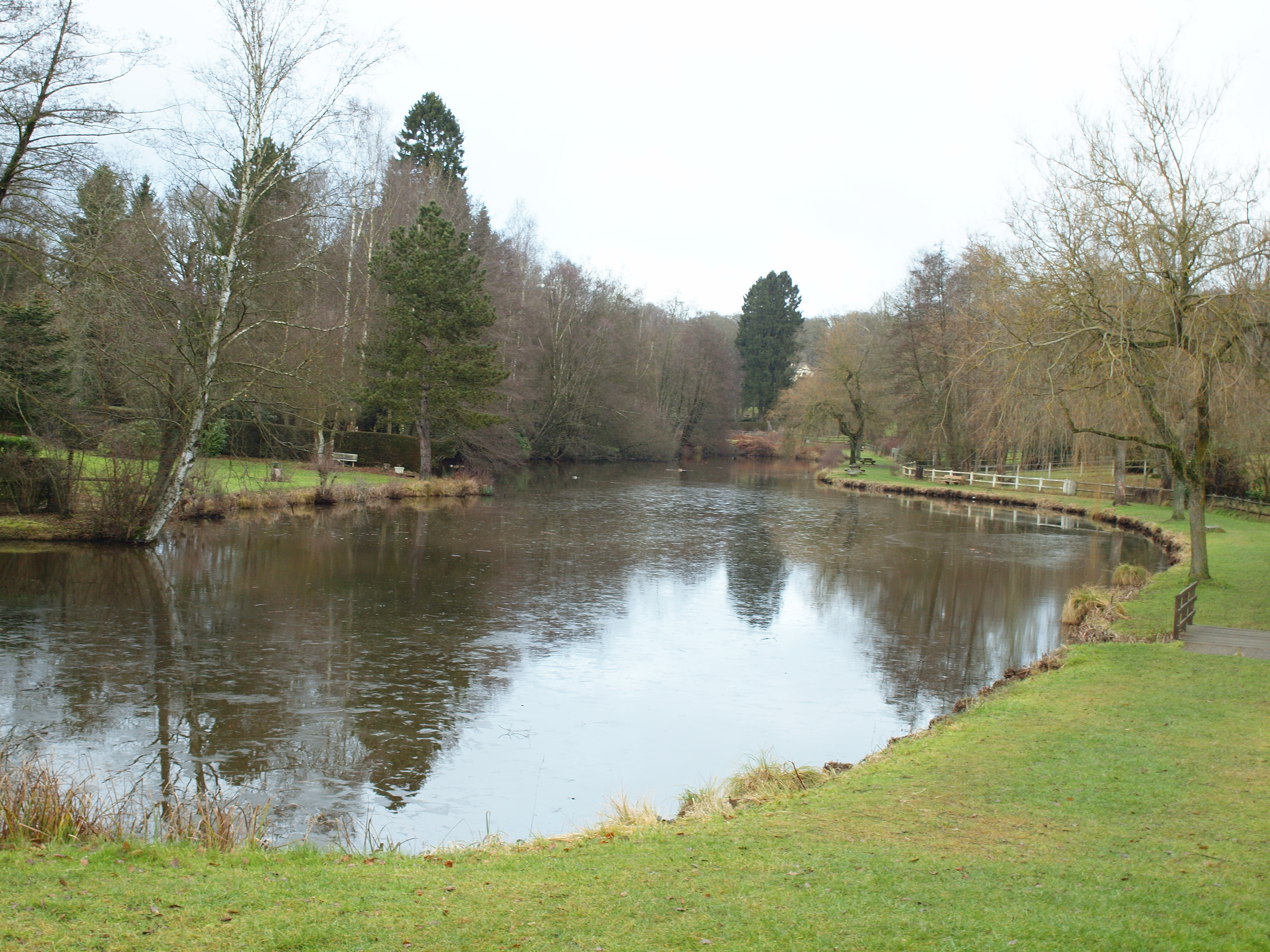
Étangs d'Épinay.

Comuna este drenată de râul Andelle și de mai multe pâraie care se varsă în acesta, inclusiv pârâul Chevrette. De asemenea, include mai multe lacuri, alimentate de râul Andelle, care este un afluent al Senei.
Izvoarele termale ale orașului au fost descoperite în 1573, însă activitatea balneară a orașului a încetat în anii 1990.
Un izvor, a cărui puritate recunoscută a adus renumele orașului Forges-les-Eaux, se află la marginea pădurii Épinay. În 1880, pădurea aparținea „Domnului de Monthalent”, care a decis să exploateze acest izvor existent și să îmbutelieze apa sa. Ulterior, a fost săpată o fântână, iar debitul apei a fost canalizat. Astfel a luat naștere „Cristal Fontaine”.
Această exploatare a continuat până la sfârșitul anilor ’80, înainte de a fi abandonată în pădure.

## Urbanism

### Tipologie
La 1 ianuarie 2024, Forges-les-Eaux este clasificată drept târg rural, conform noii grile comunale de densitate în șapte niveluri definită de INSEE (Institutul Național de Statistică și Studii Economice) în 2022. Face parte din unitatea urbană Forges-les-Eaux, o aglomerație intra-departamentală formată din două comune, al cărei centru urban este. De asemenea, comuna aparține zonei metropolitane a orașului Forges-les-Eaux, al cărei centru administrativ este. Această zonă, care include 5 comune, este clasificată în categoria zonelor cu mai puțin de 50.000 de locuitori.

### Căi de comunicație și transport
Forges-les-Eaux este deservit de traseul inițial al fostului drum național 15 (actualele drumuri departamentale RD 915 și RD 1314) și de fostul drum național 319 (actualul RD 919), o cale secundară care lega Rouen de Lille.
Orașul și-a pierdut legătura feroviară pe vechea linie Saint-Denis - Dieppe, iar gara Forges-les-Eaux este închisă din 2009. Totuși, orașul este deservit de autobuze de substituție. Gara Serqueux, situată în zona periurbană a Forges-les-Eaux, este astăzi cea mai apropiată gară de oraș. Pe infrastructura fostei linii feroviare a fost amenajată Avenue Verte, un traseu ciclabil care leagă Paris de Londra.

## Toponimie
Numele localității este atestat sub forma Forges-en-Bray în secolul al XIX-lea, înainte ca renumele apelor sale să adauge acest atribut balnear în prima jumătate a secolului al XX-lea.
Forges: provine din cuvântul latin Făbrĭca, care înseamnă „atelier de meșteșugar” și care stă la originea cuvântului „fabrică”.
Forges-les-Eaux își datorează numele solului său bogat în fier și izvoarelor sale termale.

## Istorie
La 1 ianuarie 2016, comunele Forges-les-Eaux (5,22 km²) și Le Fossé (10,11 km²) s-au unit sub regimul juridic al comunelor noi. Entitatea astfel formată a preluat toponimul Forges-les-Eaux.

## Populația și societatea

### Date demografice
Evoluția numărului de locuitori este cunoscută prin recensămintele populației efectuate în comună încă de la înființarea sa.
| An        | 2016 | 2017 | 2018 | 2019 | 2020 | 2021 |
| --------- | ---- | ---- | ---- | ---- | ---- | ---- |
| Populație | 3804 | 3805 | 3813 | 3812 | 3750 | 3702 |

## Personalități
- Louis-Henri Brévière (1797-1869), gravor.